# 嘉鴻遊艇
嘉鴻遊艇是中華民國的私人豪華遊艇製造商，主要銷售自有品牌Horizon遊艇，為全球前5大、亞洲第1大的私人豪華遊艇製造商，也是亞洲第一家以集團化專業生產遊艇的船廠。其中，嘉鴻遊艇小港廠負責中大型豪華遊艇的製造，鴻洋遊艇大發廠負責小型遊艇製造，嘉鴻遊艇旗津廠製造超級豪華訂製遊艇，先進複材科技則負責供應所有Horizon船體與構件的供應。另外，先進複材也跨領域提供FRP特殊結構，包括中科院無人飛機、淡海輕軌以及安坑輕軌內外結構件，以及離岸風機馬達外殼零件。2024年與豐田汽車集團合作代工豪華遊艇，以LEXUS BY HORIZON雙品牌模式在日本銷售。

## 產品
現行Horizon遊艇系列
- EP長征系列
- T爭鋒系列
- E歐風系列
- P至尊系列
- PC逍遙遊系列
- V卓越系列
- RP領航系列

## 外部連結
- . （原始内容存档于2020-10-29）.